# Brote de sarampión en Bangsamoro de 2023-2024
El brote de sarampión en Bangsamoro de 2023-2024 es un brote de sarampión que afecta a la región autónoma de Bangsamoro en Filipinas desde 2023. El brote fue declarado inicialmente en Lánao del Sur el 9 de octubre de 2023 y posteriormente abarcó toda la región el 21 de marzo de 2024.

## Brote

### Brote en Lánao del Sur
Desde el 29 de abril de 2023 se han documentado casos sospechosos de sarampión en Lánao del Sur. Lo mismo se observó en la población de Marahui el 6 de junio de 2023 y afectó principalmente a personas menores de diez años. Posteriormente, se observó un aumento en la tendencia de los casos de sarampión en diferentes provincias de Bangsamoro del 6 de agosto al 3 de septiembre de 2023, lo que llevó a la declaración de un brote de sarampión en Lánao del Sur el 9 de octubre de 2023 y en Marahui el 9 de octubre de 2023.

### Brote regional
El Ministerio de Salud de Bangsamoro declaró la existencia de un brote regional de sarampión el 21 de marzo de 2024. La declaración se produjo después de que se registraran 592 casos y 3 muertes en la región desde el 1 de enero de ese año. La mayoría de los casos ocurrieron en Lánao del Sur, donde se reportaron 220 personas infectadas.
El Departamento de Salud nacional expresó su confianza en que no se producirá ningún brote en otras regiones de Filipinas. Dicha entidad afirmó que solo la región de Bangsamoro no ha alcanzado la inmunidad colectiva contra el sarampión y la rubéola con una cobertura del 50%, razón por la que se habría generado el brote.
Hasta el 17 de abril de 2024, se habían registrado 787 casos en la región de Bangsamoro, equivalente al 48% de los 1627 casos registrados en todo el país solo en 2024.  En la misma fecha, el Consejo Nacional de Gestión y Reducción del Riesgo de Desastres registró 2064 casos y 14 muertes desde 2023 en la región de Bangsamoro.
Hasta el 23 de abril de 2024, se habían registrado 905 casos y 4 muertes en Bangsamoro solo en 2024.

## Respuesta
El Ministerio de Salud de Bangsamoro, en cooperación con el Departamento de Salud nacional, lanzó una campaña de vacunación gratuita contra el sarampión para las personas de la región desde el 1 de abril de 2024. Hasta el 17 de abril de 2024, 981 805 personas de entre seis y diez años habían sido vacunadas en el marco del programa.
El gobierno de Bangsamoro también cooperó con el Darul Ifta' regional de Bangsamoro, que insistió mediante una fetua en que las vacunas contra el sarampión son halal para alentar a la gente a vacunarse en la región de mayoría musulmana.

## Casos
| Provincia                                   | Casos | Fallecidos |
| ------------------------------------------- | ----- | ---------- |
| Lánao del Sur                               | 1265  | 11         |
| Maguindánao del Norte y Maguindánao del Sur | 427   | 3          |
| Joló                                        | 302   | 0          |
| Tawi-Tawi                                   | 25    | 0          |
| Ciudad de Cotabato                          | 23    | 0          |
| Basilan                                     | 14    | 0          |
| Área Geográfica Especial                    | 8     | 0          |
| Total (a nivel regional)                    | 2064  | 14         |